# Circuit Carole
Pour les articles homonymes, voir Carole et Circuit Carole (film).
Le circuit Carole est un circuit routier de vitesse et d'entraînement, ouvert aux motos et au karting. Sa piste d'une longueur de 2 055 mètres possède une largeur de 9 mètres. Ce circuit est situé à Tremblay-en-France, dans le département de la Seine-Saint-Denis, près de Paris. Il est géré par la Fédération française de motocyclisme (FFM) depuis le 1er janvier 2012.
Il offre la possibilité aux motocyclistes amateurs et professionnels de pouvoir s'exercer aux sports motocyclistes sur piste. Conçu dès le départ comme un équipement à vocation sociale, le circuit est ouvert à tous, notamment dans le cadre de week-ends de gratuité. Il accueille également de nombreuses compétitions de vitesse mais aussi de supermotard, ainsi que de nombreux rassemblements motocyclistes de tout ordre.

## Histoire
Les années 1960 et 1970 voient monter en flèche le nombre de tués à moto en France.
Dans les années 1970, les motards de la région parisienne se rassemblent à la Bastille et surtout à Rungis où ils viennent s'affronter tous les vendredis soirs sur les parkings des halles, sur des circuits improvisés, dont la caractéristique principale est le manque total de sécurité (18 morts à Rungis en trois ans de 1974 à 1977 d'après la mutuelle des motards).
En 1978, pour enrayer l'hécatombe, il est décidé de construire une piste de moto afin que tous les motards puissent s'exercer à la conduite sur piste en toute sécurité, sous l'impulsion des motards, de Jean-Jacques Branfaux, et d'une figure télévisuelle de l'époque, Yves Mourousi, nommé « Monsieur moto » par le gouvernement.
En 1979, la municipalité de Tremblay-lès-Gonesse (devenue depuis Tremblay-en-France) accepte, à la demande de l'État, qu'un circuit soit implanté de manière provisoire sur le territoire communal. Le circuit est inauguré le 1er décembre 1979 sous le nom de « Circuit Carole », en mémoire de Carole Le Fol, une jeune fille de 18 ans morte accidentellement le 23 septembre 1977 alors que passagère d'une moto, elle rejoignait un des derniers runs sauvages de Rungis, elle était la 17e victime. À la suite de sa mort, un cortège de motards s'était rendu à Paris pour demander une piste.

## Autorité gestionnaire du circuit
Un bail est conclu en 1983 entre l'Agence foncière et technique de la région parisienne (AFTRP), aujourd'hui Grand Paris Aménagement, propriétaire du terrain, et le Conseil général de la Seine-Saint-Denis, chargé par l’État de la gestion du circuit.
En 2010, le nouveau président du Conseil général de Seine Saint Denis, Claude Bartolone, décide d'abandonner la gestion de cet équipement trop coûteux pour le département. L'État en confie alors la gestion à la FFM à partir du 1er janvier 2012.
Des travaux de sécurisation ont été réalisés à l'été 2012.

## Utilisation
Pour les motos, le cahier des charges impose que le circuit soit en accès libre et gratuit 26 week-ends par an. Le reste du temps, l'accès au circuit est payant. Le circuit accueille aussi de nombreuses courses motocyclistes telles que le championnat de France Superbike en 2014, les coupes de France Promosport depuis 2012, et autres.
Le dimanche matin, la piste est réservée au karting et aux side-cars.
Des courses de karting dites de « circuit long » (circuits de plus de 1 500 mètres) s'y sont déroulées depuis 1994,, dont une manche de la Coupe de France de 2005 à 2010.
La coupe du monde CIK/FIA 125 cm3 Super ICC (catégorie reine des karts à boîte de vitesse) s'y est même déroulée en 2003,. Elle s'est disputée sur l'unique épreuve de Carole, et faisait office de Championnat du monde, pendant les années de suppression de ce dernier.

## Livre sur l'histoire du Circuit
La FFM a édité en 2017 un livre sur l'histoire du circuit Carole, elle en a confié la rédaction au journaliste Zef Enault. Ce livre relate la genèse du circuit depuis 1972.

## Records du tour
Le premier record du tour moto, établi en 1980, a été détenu par le pilote de Grand Prix de l'époque Jacques Bolle (futur président de la FFM) en 1 min 6 s 30. Il est aujourd'hui détenu par le pilote du GMT94 Jules Cluzel en 58 secondes et 946 millièmes depuis le 18 juin 2020 (il avait déjà battu le record avec 59 secondes et 266 millièmes la veille).
En karting, les meilleurs 125 cm3 KZ1 (à boîte de vitesses) tournaient en dessous de 1 min 2 s lors de la coupe du monde 2003 et le record absolu de la piste est détenu par l'ex-champion du monde (1987) de Superkart Éric Gassin en 58 s 72 (250 cm3).

## Avenir du circuit
L'actuel secteur d’implantation du circuit, au sud de l’aéroport Roissy-Charles-de-Gaulle, est très convoité. Il est en effet tout proche de la zone d’activités Paris-Nord II et est identifié comme un « territoire de rayonnement économique international » par le schéma directeur de la région Île-de-France. Un projet d’aménagement prévoit la création d’un parc d’activités à haute technologie et l’extension du parc des expositions de Paris-Nord/Villepinte. Le circuit sera par conséquent peut être contraint à terme de déménager, le site de relocalisation n'est pour l'instant pas défini, malgré de multiples projets en la matière depuis 1986.

## Galerie

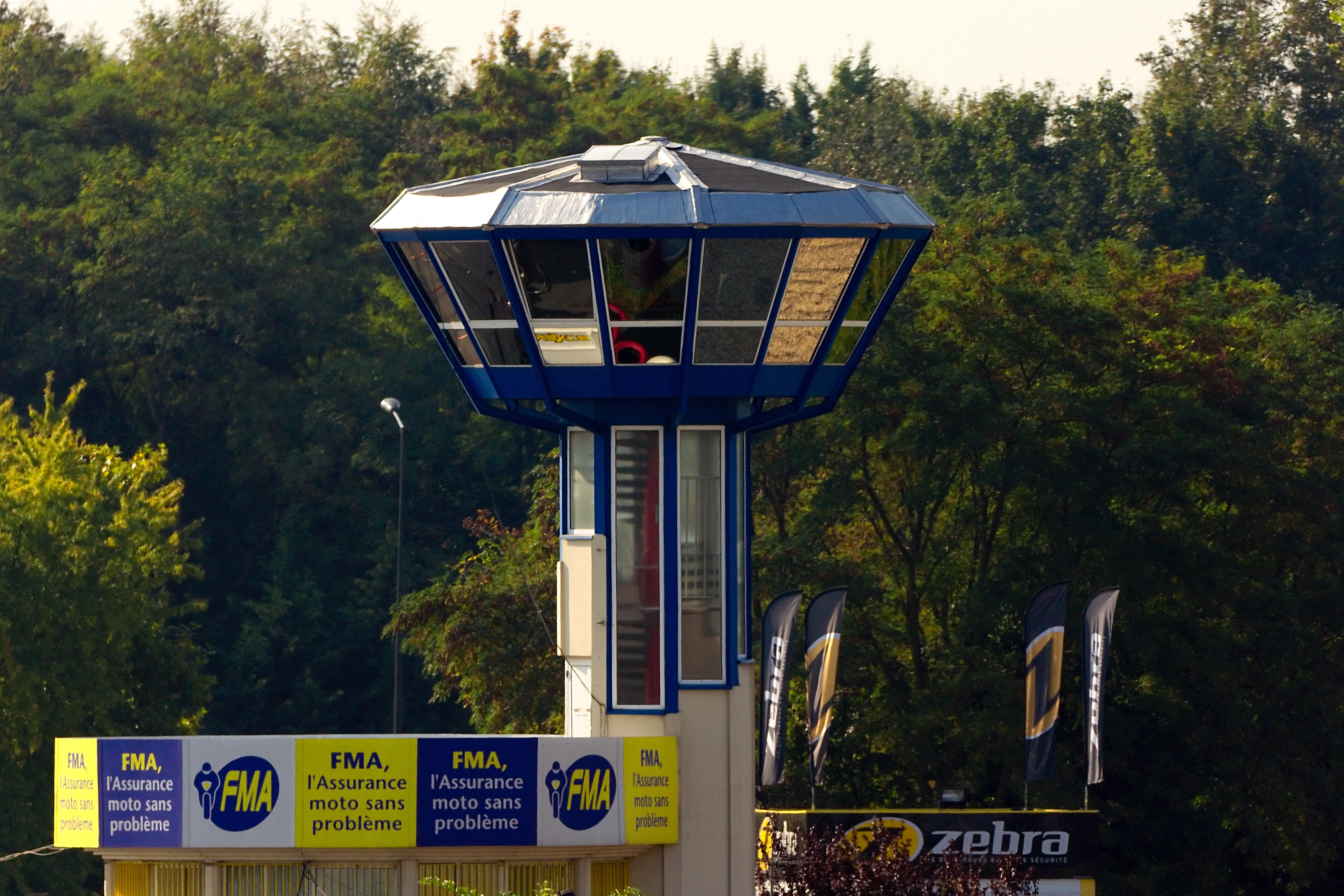
La tour de contrôle du circuit.
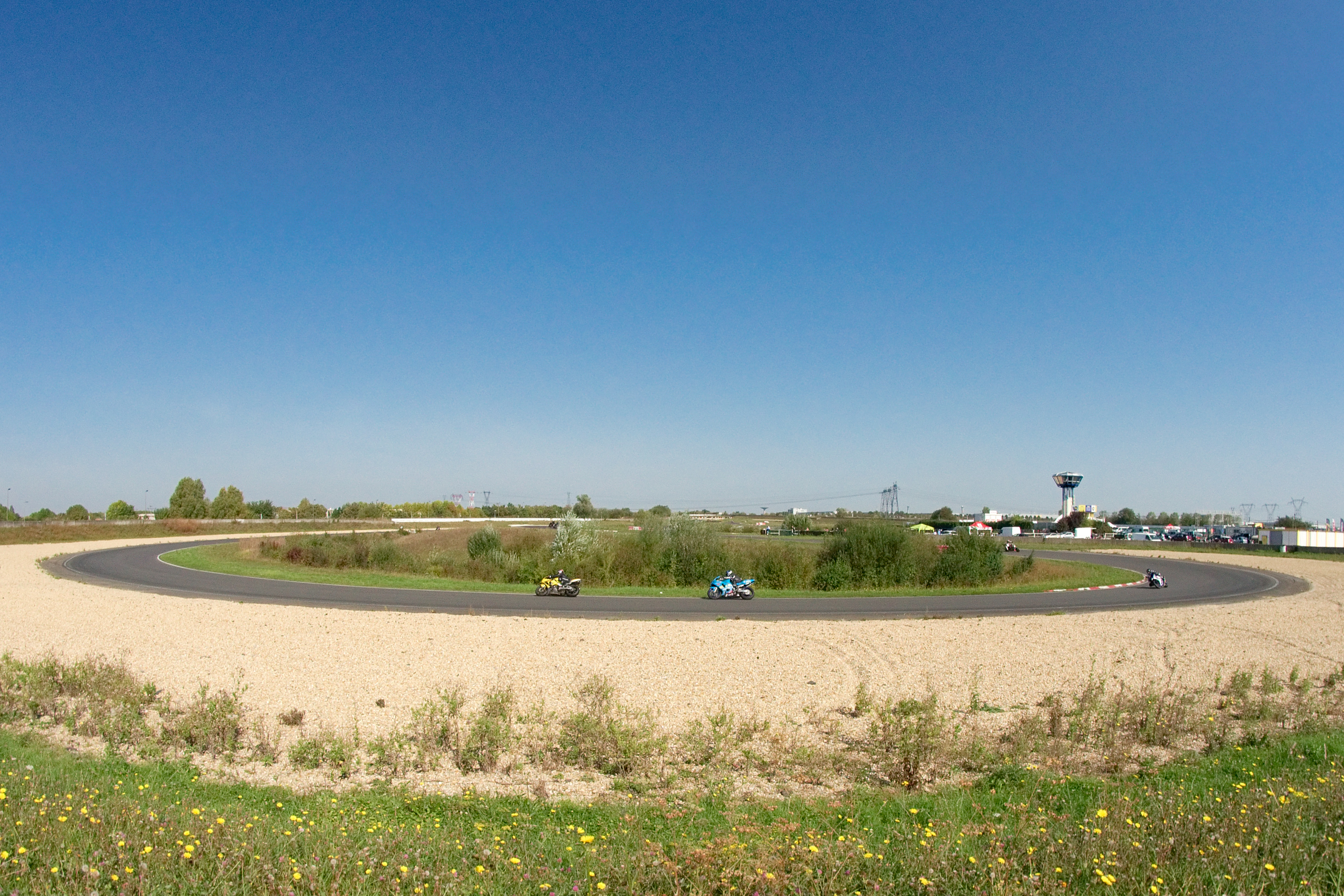
Une vue du circuit.
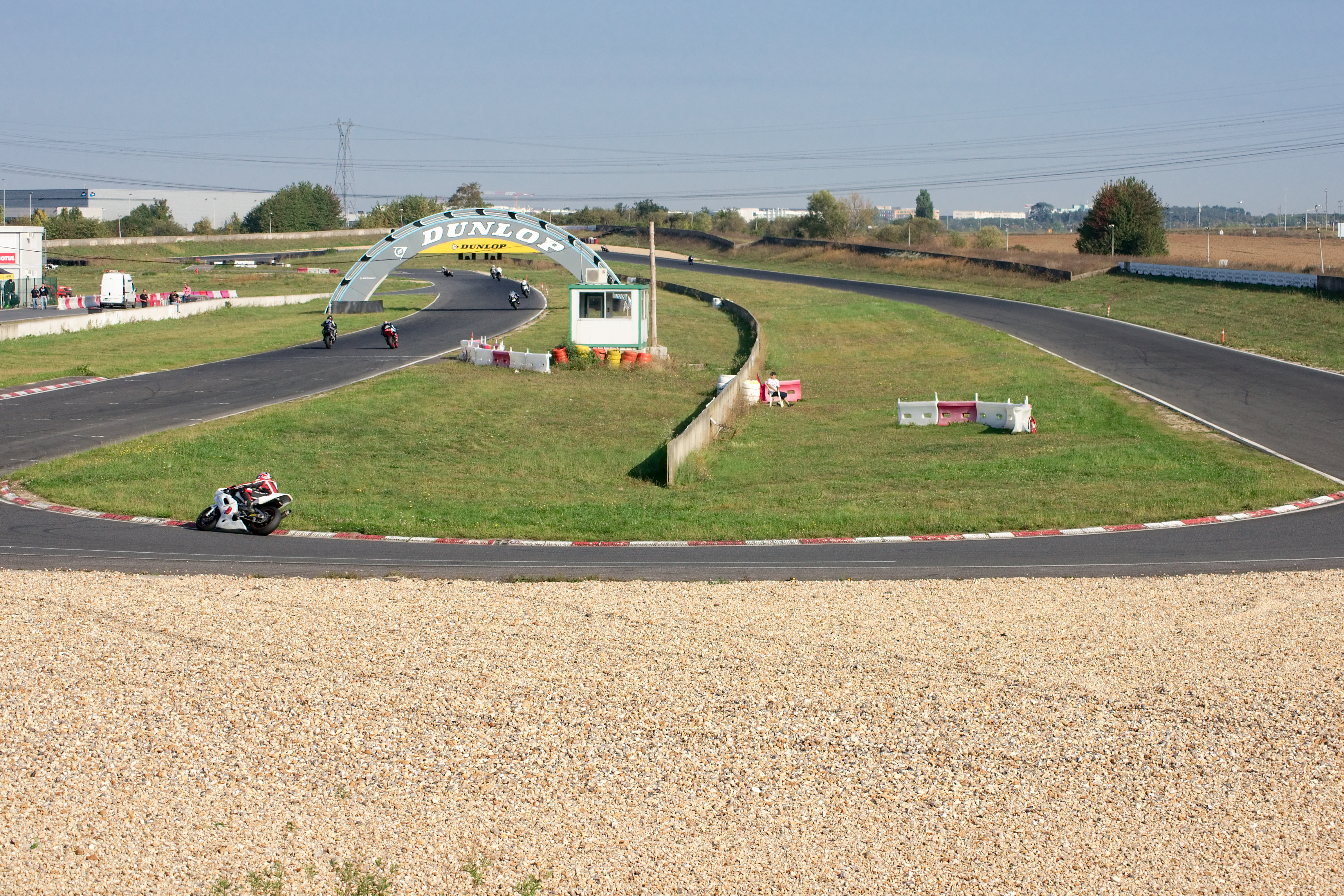
Autre vue du circuit, avec la passerelle Dunlop.